# Conrado Sanguineti
Conrado Sanguineti (Milão, 7 de novembro 1961) é um bispo católico italiano. Desde 16 de novembro de 2015, é o bispo de Pavia.

## Biografia
Nascido em Milão, dom Conrado estudou no Seminário de Chiavari e na Facoltà teologica dell'Italia settentrionale onde obteve o bacharelato em teologia. Foi ordenado padre em 1988.
Seu ministério começou como vigário paroquial em Pedrengo e em 1978 foi também professor e educador no mesmo seminário onde estudou.
À partir de 2005 è pro-vigário-geral da diocese de Chiavari. Até 2013 foi pároco de San Colombano in Vignale e de San Martino del Monte em San Colombano Certénoli. À partir de 2013 foi prepósito da catedral de Nossa Senhora da Orta em Chiavari.
Em 16 de novembro de 2015 foi nomeado bispo de Pavia pelo Papa Francisco; serà consagrado em 9 de janeiro 2016 e tomarà posse em 24 de janeiro seguinte.